# Shuangliu
Shuangliu (chinesisch 双流区, Pinyin Shuāngliú Qu) ist ein Stadtbezirk der Unterprovinzstadt Chengdu in der chinesischen Provinz Sichuan. Er befindet sich etwa 10 Kilometer südwestlich des Stadtkerns von Chengdu, hat eine Fläche von 1.064 km² und zählt 2.659.829 Einwohner (Stand: Zensus 2020). Der Raumfahrer Ye Guangfu stammt aus der einstigen Gemeinde Wan’an (heute ein Straßenviertel).

## Geschichte
Shuangliu hieß ursprünglich Guangdu (广都) und war bis etwa 400 v. Chr. die Hauptstadt des Königreichs Shu, die dann in die heutige Provinzhauptstadt Chengdu verlegt wurde. 316 v Chr. eroberte der nördliche Nachbarstaat Qin das Königreich und integrierte es als „Kommandantur Shu“ (蜀郡) in seinen Herrschaftsbereich. 127 v. Chr., während der Westlichen Han-Dynastie, wurde im heutigen Stadtbezirk mit dem Kreis Guangdu (广都县) wieder eine eigene Verwaltungseinheit eingerichtet und der Kommandantur Shu unterstellt. Während der Zeit der Sechzehn Reiche gehörte der Kreis Guangdu ab 350 zum Staat Frühere Qin und unterstand ab 352 der neugegründeten Kommandantur Ningshu (宁蜀郡). Diese Verwaltungsstruktur blieb während der folgenden Kämpfe zwischen diversen Kleinstaaten erhalten, bis Kaiser Yuwen Yu der Nördlichen Zhou-Dynastie im Jahr 559 die Kommandantur Ningshu auflöste und Guangdu wieder der Kommandantur Shu unterstellte.
Die Bezeichnung „Shuangliu“ taucht erstmals im Jahr 601 auf. Yang Jian, ein General der Nördlichen Zhou-Dynastie, hatte 581 die Macht übernommen und die Sui-Dynastie ausgerufen. Sein zweiter Sohn Yang Guang hielt sich jahrelang in Südchina auf und wurde von Yang Jian bald als potentieller Rivale betrachtet. Zur Vermeidung von Spottversen und falschen Prophezeiungen – „Guangdu“ kann als „Hauptstadt des (wahren Kaisers) Guang“ interpretiert werden – wurde das Schriftzeichen 广 mit einem Tabu belegt. In der „Ode an die Hauptstadt von Shu“ (蜀都赋) des Dichters Zuo Si (左思, 250–305) gibt es die Zeile „sie ist umschlungen von den stömenden Wassern zweier Flüsse“ (带二江之双流). Davon inspiriert wurde der Kreis in „Shuangliu“ (双流县, also „Zweistromkreis“) umbenannt. Ob Yang Guang 604 tatsächlich seinen Vater ermordete, oder ob dieser an einer Krankheit starb, konnte nicht geklärt werden. Yang Guang wurde seinerseits 618 von seinen Ratgebern erdrosselt. Für die nachfolgende Tang-Dynastie hatten diese Dinge keine Bedeutung mehr, und so wurde der Kreis 663 wieder in Guangdu zurückbenannt, nun der Präfektur Chengdu unterstehend.
Im Jahr 1072, während der Nördlichen Song-Dynastie, wurde die südöstlich von Guangdu gelegene Präfektur Lingzhou (陵州, der heutige Kreis Renshou) aufgelöst, ihre bisherigen Kreise in Großgemeinden umgewandelt und dem Kreis Guangdu zugeordnet. 1260, im ersten Jahr der Herrschaft von Kublai Khan, wurde der Kreis wieder geteilt, der nördliche der beiden Teile erhielt wieder den Namen Shuangliu. Nachdem Zhang Xianzhong (张献忠, 1606–1647), Führer einer ursprünglich in Shaanxi beheimateten Bauernarmee, am 9. September 1644 Chengdu erobert und Ende jenes Jahres im heutigen Sichuan die Daxi-Dynastie (大西王朝) ausgerufen hatte, gehörte Shuangliu zu seinem Staatsgebiet. Auf Anordnung von Zhang wurden zahlreiche Massaker verübt. Als Zhang Xianzhong am 2. Januar 1647 von den Truppen der Qing-Dynastie getötet wurde, hatte er die Bevölkerung Sichuans innerhalb von zwei Jahren von 3 Millionen auf 1 Million reduziert. Es dauerte dann noch bis 1664 bis Sichuan nach weiteren Kämpfen mit zahlreichen Toten vollständig erobert war. Bei einer Volkszählung im Jahr 1578 war eine Gesamtbevölkerung der Provinz von 3.102.073 Personen ermittelt worden, 1661 wurden nur noch 16.096 erwachsene Männer gezählt.
Sichuan, und insbesondere die Gegend um Chengdu, war weitgehend menschenleer und es bestand kein Bedarf mehr für den Kreis Shuangliu. 1667 wurde das Territorium mit dem westlich angrenzenden Kreis Xinjin vereinigt. Die neue Verwaltungseinheit erhielt den aus den ersten Silben der beiden alten Kreise gebildeten Namen „Kreis Xinshuang“ (新双县).
Nachdem die mandschurischen Besatzungstruppen Sichuan mit aus dem Kernland zwangsumgesiedelten Chinesen neu bevölkert hatten, wurde 1730 der alte Kreis Shuangliu wiederhergestellt, wie schon in der Ming-Dynastie der Präfektur Chengdu unterstehend. Nach der Gründung der Republik China am 1. Januar 1912 verstärkte sich der seit der Bronzezeit bestehende Gegensatz zwischen West- und Ostsichuan (umgangssprachlich bis heute „Shu“ und „Ba“ genannt) dadurch, dass die verschiedenen Gebiete von verschiedenen Militärmachthabern kontrolliert wurden. Ab 1914 gehörte der Kreis Shuangliu zum Unterprovinzbezirk Westsichuan (西川道). Nachdem die Zentralregierung die Macht in Sichuan übernommen hatte, wurde Shuangliu 1929 direkt der Provinzregierung unterstellt.
Nach der Gründung der Volksrepublik China am 1. Oktober 1949 war Sichuan bis 1952 zunächst wieder in vier Unterprovinzbezirke aufgeteilt, Shuangliu gehörte zur Sonderverwaltungszone Wenjiang von Westsichuan (川西行署区温江专区). Im Juli 1959, während des Großen Sprungs nach vorn, wurde Shuangliu aufgelöst und sein Territorium mit dem Kreis Wenjiang vereinigt, 1962 dann wieder hergestellt. Am 27. März 1965 beschloss der Staatsrat der Volksrepublik China, den östlich von Shuangliu liegenden Kreis Huayang aufzulösen und das Gebiet in Shuangliu zu integrieren, am 8. April 1965 teilte die Regierung von Sichuan, damals „Volkskommission“ (四川省人民委员会) genannt, dies den örtlichen Behörden mit. Offiziell vollzogen wurde die Umgestaltung am 1. Juli 1965; die drei Großgemeinden (Zhongxing, Zhonghe, Taiping) und 15 Volkskommunen von Huayang wurden dem Kreis Shuangliu unterstellt.
1976 wurde die Großgemeinde Jitian aus dem Kreis Renshou herausgelöst und Shuangliu zugeteilt, das im gleichen Jahr, zunächst noch als Kreis, der Stadt Chengdu unterstellt wurde. Am 1. März 2016 wurde Shuangliu schließlich ein Stadtbezirk von Chengdu.

## Geographie und Klima
Shuangliu liegt in der Ebene von Sichuan auf einer Höhe von 423 bis 592 Metern über dem Meeresspiegel. Er wird von Flüssen wie Baima He, Jin Jiang, Jiang’an He, Yangliu He, Bai He oder Luxi He durchzogen. Das Klima ist subtropisch mit vier Jahreszeiten, mit hoher Feuchtigkeit, wenig Sonnen- und Frosttagen. Die Jahresdurchschnittstemperatur liegt bei 16,3 °C mit Extrema von 37,5 °C im Sommer und −4,6 °C im Winter. Pro Jahr fallen 855 mm Niederschlag, jährlich gibt es 958 Sonnenstunden und 289 frostfreie Tage.

## Bevölkerung
Per Ende 2017 lebte in Shuangliu eine ansässige Bevölkerung von 782.500  Personen in 239.694  Haushalten. Die registrierte Bevölkerung betrug 595.900  Personen, davon 361.100  Menschen als städtische und 234.800  Menschen als ländliche Bevölkerung. Im Jahre 2017 wurden 10.381  Menschen geboren, es gab 5003  Todesfälle.
Die Bevölkerungszählung des Jahres 2000 hatte für den damaligen Kreis eine Gesamtbevölkerung von 874.184 Personen in 256.622  Haushalten ergeben, davon 447.869 Männer und 426.315 Frauen.

## Administrative Gliederung

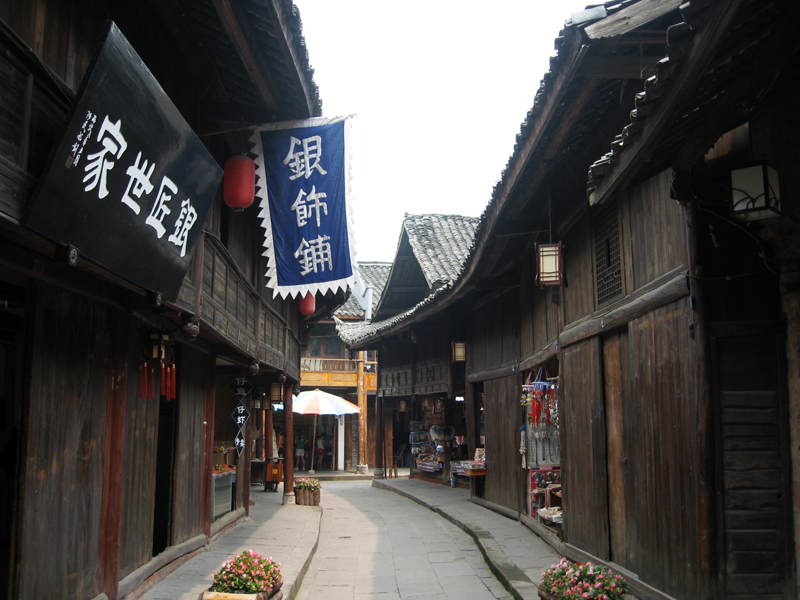
Gasse in Huanglongxi

Auf Gemeindeebene setzt sich Shuangliu aus 15 Straßenvierteln und 4 Großgemeinden zusammen. Diese sind:
| Straßenviertel Dongsheng (东升街道), Sitz der Stadtbezirksregierung; Straßenviertel Huayang (华阳街道); Straßenviertel Huangjia (黄甲街道); Straßenviertel Jitian (籍田街道); Straßenviertel Jiancha (煎茶街道); Straßenviertel Jiujiang (九江街道); Straßenviertel Taiping (太平街道); Straßenviertel Wan’an (万安街道); Straßenviertel Xihanggang (西航港街道); Straßenviertel Xinxing (新兴街道); | Straßenviertel Xinglong (兴隆街道); Straßenviertel Yixin (怡心街道); Straßenviertel Yongxing (永兴街道); Straßenviertel Zhengxing (正兴街道); Straßenviertel Zhonghe (中和街道); Großgemeinde Huanglongxi (黄龙溪镇); Großgemeinde Huangshui (黄水镇); Großgemeinde Peng (彭镇); Großgemeinde Yong’an (永安镇). |